# 里德勒·巴庫
博特·恩祖齊·"里德勒"·巴庫（德語：Bote Nzuzi „Ridle“ Baku；1998年4月8日—）是德國足球運動員，司職中場，目前效力於德甲球會RB萊比錫。他曾代表德國國家足球隊出賽。

## 俱樂部生涯
2017–18賽季，他代表於德國足球西南地區聯賽征戰，在主場面對FSV法蘭克福的比賽首次上場，並於主場對上的比賽攻入職業首球。在二隊優異的表現使他被提拔上，並於2017年12月19日在德國足協盃面對初次亮相。隔年4月29日，他首度於德國足球甲級聯賽上場，於RB萊比錫的比賽中登場且攻入進球。
2020年10月1日，他正式轉會。

## 外部連結
- Soccerway （页面存档备份，存于）
- DFB （页面存档备份，存于） - 德國足球協會